# Philip Cogan
Philip Cogan   (1750 - Dublín, 3 de febrer de 1833) fou un compositor, pianista i director irlandès.

## Biografia
Cogan va néixer a Cork, on exercia de cor i de vicari a la catedral de St Fin Barre. El 1772, va ser nomenat estipendiar a la catedral de Christ Church, Dublín, però va deixar el càrrec uns mesos més tard a causa d'una mala salut. De 1780 a 1806 va ser organista a la catedral de Sant Patrici. També va dirigir les orquestres dels teatres de "Smock Alley" i "Crow Street" en detriment dels seus deures de l'església". De fet, les composicions de Cogan per a l'escenari superen amb escreix les de l'església. No només va escriure òperes ell mateix (The Violation of Proserpine, 1776; The Ruling Passion), 1778; etc.), però també va col·laborar amb altres compositors de Dublín, com a The Contract (1782, amb John Andrew Stevenson, Tommaso Giordani i un tal Laurent).
El 1787, Cogan va ser cofundador de la "Irish Musical Fund Society". Va ser un participant actiu en la vida musical de Dublín durant molts anys, incloent actuacions en els festivals anuals "Commemoració de Handel" a la Rotonda i en diversos concerts benèfics a les esglésies catòliques i protestants. Cogan era un professor molt sol·licitat i comptava entre els seus alumnes diversos noms destacats de la història musical irlandesa com Michael Kelly, Thomas Moore, John Andrew Stevenson, William Michael Rooke i, molt probablement, Thomas Augustine Geary. El 1817 va realitzar un concert, que també va marcar la primera aparició pública del jove cantant Michael William Balfe. Sovint va ser anomenat "Doctor Cogan", però no hi ha proves que hagi estudiat mai al "Trinity College" de Dublín. Cogan va gaudir d'una vida llarga i pròspera; va morir a la casa del seu gendre, Patrick Clinton, al carrer Dominick 14, Dublín, i va ser enterrat al cementiri de Glasnevin.
Avui, la reputació de Cogan es basa en la seva música de teclat, que es compara bé amb la de la majoria dels seus contemporanis més coneguts. La seva música cau en el període del desenvolupament des del clavicèmbal fins al piano i, amb el temps, les seves composicions exploten plenament les possibilitats sonores i tècniques del gran piano. La seva millor música es troba entre les seves sonates de piano i les opcions de concert per a piano op. 5 (1790).